# 22 Pułk Dragonów (Cesarstwo Niemieckie)
22 Pułk Dragonów im. Księcia Karola (3 Badeński) (niem. 3. Badisches Dragoner-Regiment „Prinz Karl“ Nr. 22)  – pułk kawalerii niemieckiej okresu Cesarstwa Niemieckiego.

## Charakterystyka
Pułk został sformowany 6 stycznia 1850. Stacjonował w Mühlhausen . Wchodził w skład XIV Korpusu Armijnego .

 Wiosną 1914 był w strukturze 29 Brygady Kawalerii z 29 Dywizji Piechoty.
W wyniku mobilizacji, w sierpniu 1914 pułk osiągnął gotowość bojową i w składzie 29 Dywizji Piechoty z XXI Korpusu Armijnego został wysłany na front zachodni.

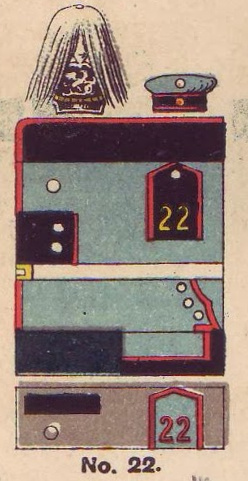
Oznaki pułku